# Mitrídates I da Pártia
Mitrídates I da Pártia (195 a.C.–138 a.C.) foi um grande rei do Império Parta de 171 a.C. a 138 a.C., sucedendo seu irmão Fraates I da Pártia (176–171 a.C.). Ele era filho de Friapátio de Pártia (191–176 a.C.), rei da Pártia (morto em 176 a.C.). Mitrídates I fez da Pártia uma grande força política, expandiu o império para o oeste até a Mesopotâmia.
Durante seu reinado, os partas tomaram Babilônia (144 a.C.), Média (141 a.C.) e a Pérsia (139 a.C.), quando Mitrídates capturou o governante selêucida Demétrio II Nicátor (146–139 a.C. e 129–126 a.C.). Demétrio II depois casou-se com a filha de Mitrídates I, Rodoguna. A leste, Mitrídates I estendeu seu controle pela Margiana, Cítia e Báctria, assim completando o controle parta das rotas de comércio entre o leste e oeste, a Rota da Seda e a estrada real. Este controle de comércio foi a fundação da riqueza e poder parta, e foi zelosamente guardado pelos arsácidas. O controle parta quebrou a linha tênue com os gregos no oeste que sustentava o helenístico Reino Greco-Báctrio.
Mitrídates I promoveu ativamente o helenismo nas áreas que controlava e intitulou-se Phil-hellene ("amigo dos gregos") em suas moedas um tanto primitivas: ele mostrou a primeira aparência nas moedas partas de um retrato em estilo grego mostrando o diadema real. Mitrídates I resumiu a cunhagem de moedas, que fôra suspensa desde Ársaces II de Pártia (211–191 a.C.), forçado a submeter-se ao Império Selêucida, em 206 a.C. Seu nome assinalou-o à proteção de Mitra e carregou a autoridade do deus. O filho de Mitrídates I, Fraates II da Pártia (138–128 a.C.), sucedeu-o em sua morte como rei.

## Nome
Mitridates (Μιθριδάτης, Mithridátēs), Mitradates (Μιθραδάτης, Mithradátēs), Meredates (Μερεδατης, Meredatēs), Meerdates (Meherdates) são as variantes gregas do persa antigo Mitradata (*Miθra-dāta-), "dado por Mitra". O nome foi registrado em parta (𐭌𐭕𐭓𐭃𐭕), persa médio e armênio (Միհրդատ) como Mirdate (Mihrdāt), em aramaico como Mitredate ("Mitredat", mtrdt) e em persa novo como Merdade (مهرداد, Mehrdâd).